# Djupsjöån
Djupsjöån, vattendrag i Bodens kommun i mellersta Norrbotten. Djupsjöån är mycket kort, endast ca 3 km, och går mellan Djupsjön och Degervattnet (137 m ö.h.). Avrinningsområdet är ca 30 km². Djupsjöån är det viktigaste källflödet till Abramsån i Råneälvens avrinningsområde.